# Marieke Keijser
Marieke Keijser, née le 21 janvier 1997 à Rotterdam (Pays-Bas), est une rameuse néerlandaise. Elle est médaillée de bronze en deux de couple poids légers aux Jeux olympiques d'été de 2020 avec Ilse Paulis.

## Carrière
Aux Jeux olympiques d'été de 2020, elle remporte la médaille de bronze en deux de couple poids légers avec Ilse Paulis.

## Palmarès

### Jeux olympiques
- médaille de bronze en deux de couple poids légers aux Jeux olympiques d'été de 2020 à Tokyo

### Championnats du monde
- médaille d'argent en deux de couple poids légers aux Championnats du monde 2019 à Linz
- médaille de bronze en deux de couple poids légers aux Championnats du monde 2018 à Plovdiv
- médaille d'argent du skiff léger aux Championnats du monde 2017 à Sarasota

### Championnats d'Europe
- médaille de bronze en deux de couple poids légers aux Championnats d'Europe 2021 à Varèse
- médaille d'or en deux de couple poids légers aux Championnats d'Europe 2020 à Poznań
- médaille de bronze en skiff léger aux Championnats d'Europe 2019 à Lucerne
- médaille d'or en deux de couple poids légers aux Championnats d'Europe 2018 à Glasgow
- médaille d'argent en deux de couple poids légers aux Championnats d'Europe 2017 à Račice